# Герцог Корнуольський

Герб герцогів

Ге́рцог Корнуольський (англ. Duke of Cornwall) — шляхетський титул в Англії, титул престолонаслідника, який традиційно належить старшому сину британського монарха. Раніше належав англійському монарху. Герцогство Корнуол було першим герцогством (князівством), утвореним в Англії. Засновано королівською грамотою 1337 року. Герцогство єдине в Англії, яке й досі зберігає умовну автономію. Також — герцог Корнуельський.

## Історія
Стародавні літописи Британських островів, зокрема «Історія королів Британії» Джеффрі з Монмаута (1136), стверджують, що першим князем Корнуольським був Корін, троянський вождь і союзник Брута з Трої. З часів короля Артура, легендарні князі Корнуольські були напівавтономними, якщо не незалежними, від Королів Британії, але виступали їх найближчими союзниками.
Легендарний лицар Ґорлуа, князь Корнуольський за часів короля Утера Пендрагона, повстав проти його правління, після того як король став одержимий дружиною Ґорлуа Іґрейною. Утер убив Ґорлуа і взяв Ігрейн: результатом цього шлюбу став майбутній король Артур.
Історично підтверджені дані про Корнуолл з'являються після англо-саксонського переселення до Британії за часів Гептархії, коли князівство увійшло до складу Королівства Думнонія та мало власних правителів.
Південно-західна Британія однією з перших була включена до королівства Англії, а після норманського завоювання 1066 року новий правитель призначив свого представника графом Корнуольським, першим з яких став Роберт де Мортен.
Едуард, Чорний принц, старший син короля Едуарда III, став першим герцогом Корнуольським 1337 року, після того, як Едуард III втратив титул герцога Нормандії.
Пізніше герцогство перейшло до сина принца Едуарда, майбутнього короля Річарда II.
Згідно зі статутом 1421 року, герцогство почало переходити до старшого сина монарха. Корнуолл був першим за титулатурою герцогством серед титулів Королівства Англії.

## Правонаступництво
Герцогом Корнуольським може бути тільки найстарший живий син монарха, який також є спадкоємцем престолу. У випадку смерті герцога Корнуольського титул передається короні, навіть якщо є наступний престолонаслідник.
Онук монарха, навіть якщо він є спадкоємцем престолу, не наділяється титулом герцога Корнуольського. Також жодна жінка (старша донька короля) не може бути герцогинею Корнуольською, навіть якщо вона є спадкоємницею престолу. Однак, якщо герцог Корнуольський помер без нащадків його наступний брат отримує герцогство, як найстарший живий син і спадкоємець.
Трапляються ситуації, коли принц Уельський і спадкоємець трону може не бути герцогом Корнуольським. Адже титул «принц Уельський» — це хоча і є також титулом спадкоємця Британського престолу, проте він надається на розсуд монарха і не обмежується лише старшим сином.
Наприклад, спадкоємець короля Георга II, майбутній Георг III, був принцом Уельським, але не був герцогом Корнуольським, тому що він був онуком, а не сином короля. Коли суверен не має легітимного сина, маєтки герцогства Корнувел повертаються до корони, поки законний син не народиться в наступного монарха.